# Aiolopus
Aiolopus is een geslacht van rechtvleugeligen uit de familie veldsprinkhanen (Acrididae). De wetenschappelijke naam van dit geslacht is voor het eerst geldig gepubliceerd in 1853 door Fieber.

## Soorten
Het geslacht Aiolopus omvat de volgende soorten:
- Aiolopus carinatus Bey-Bienko, 1966
- Aiolopus dubia Willemse, 1923
- Aiolopus longicornis Sjöstedt, 1910
- Aiolopus luridus Brancsik, 1895
- Aiolopus markamensis Yin, 1984
- Aiolopus meruensis Sjöstedt, 1910
- Aiolopus morulimarginis Zheng & Sun, 2008
- Aiolopus nigritibis Zheng & Wei, 2000
- Aiolopus obariensis Usmani, 2008
- Aiolopus oxianus Uvarov, 1926
- Aiolopus puissanti Defaut, 2005
- Aiolopus simulatrix Walker, 1870
- Aiolopus strepens Latreille, 1804
- Aiolopus thalassinus Fabricius, 1781